# Паллистер, Лани
Лани Паллистер (англ. Lani Pallister; род. 6 июня 2002, Сидней) — австралийская пловчиха, олимпийская чемпионка 2024 года в эстафете 4×200 метров вольным стилем, двукратная чемпионка мира, пятикратная чемпионка мира на короткой воде.

## Спортивная карьера
На чемпионате мира по водным видам спорта в Будапеште в 2022 году стала бронзовым призёром на дистанции 1500 метров вольным стилем. В эстафетном заплыве 4 по 200 метров вольным стилем в составе национальной команды завоевала серебро.
В ходе чемпионата мира по плаванию на короткой воде в 2022 году в Мельбурне завоевала четыре чемпионских титула, выиграв дистанции 400, 800 и 1500 метров, а также победила в составе Австралии в эстафете 4 по 200 метров вольным стилем.
В 2023 году на чемпионате мира в японской Фукуоке в эстафетном заплыве 4 по 200 метров вольным стилем в составе Австралии стала чемпионкой.
В июле-августе 2024 года приняла участие в летних Олимпийских играх в Париже. На дистанции 800 метров вольным стилем вошла в финал А и заняла итоговое шестое место. Принимала участие в эстафете 4 по 200 метров вольным стилем и стала олимпийской чемпионкой.
На чемпионате мира в 25-метровом бассейне, в декабре 2024 года в Будапеште, стала обладательницей серебряной медали на дистанции 400 метров вольным стилем, также была серебряным призёром в эстафете 4 по 100 метров вольным стилем. На дистанции 800 метров стала чемпионкой. 
В 2025 году на чемпионате мира в Сингапуре на дистанции 1500 метров вольным стилем завоевала бронзовую медаль. В составе сборной Австралии выиграла золото в эстафете 4×200 м вольным стилем. Паллистер плыла на первом этапе. На дистанции 800 метров вольным стилем стала серебряным призёром. 